# Hyperolius pseudargus
Hyperolius pseudargus är en groddjursart som beskrevs av Schiøtz och Westergaard in Schiøtz 1999. Hyperolius pseudargus ingår i släktet Hyperolius och familjen gräsgrodor. IUCN kategoriserar arten globalt som livskraftig. Inga underarter finns listade i Catalogue of Life.